# Always on Time
«Always on Time» — сингл американського репера Джа Рула з його третього студійного альбому Pain Is Love, випущений 27 листопада 2001 на лейблах Def Jam Recordings і Murder Inc. Records. Пісня спродюсована Ірвом Готті та містить гостьовий вокал від Ашанті. Спочатку була призначена для участі Бренді
«Always on Time» провів два тижні на вершині Billboard Hot 100 у лютому та березні 2002 року, ставши першим синглом Ашанті у Hot 100 та другим для Ja Rule. За ним пішов ще один дует Ja Rule, «Ain't It Funny (Murder Remix)» з Дженніфер Лопес. У 2009 році вона була названа 33-ю найуспішнішою піснею 2000-х років у чарті Billboard Hot R&B/Hip-Hop Songs і 82-ю найуспішнішою піснею 2000-х років у Hot 100.

## Список композицій
1. "Always on Time" (Radio edit)
2. "Always on Time" (Explicit version)
3. "Always on Time" (Instrumental)
4. "Always on Time" (Video)

## Чарти
| Чарт (2001–2002)                          | Найвища позиція |
| ----------------------------------------- | --------------- |
| Австралія (ARIA)                          | 3               |
| Австралія (ARIA) Urban Singles            | 1               |
| Бельгія (Ultratop Flanders)               | 22              |
| Бельгія (Ultratop Wallonia)               | 26              |
| Canada (Nielsen SoundScan)                | 16              |
| Europe (Eurochart Hot 100)                | 33              |
| Франція (SNEP)                            | 45              |
| Німеччина (Media Control AG)              | 22              |
| Ірландія (IRMA)                           | 22              |
| Італія (FIMI)                             | 29              |
| Нідерланди (Dutch Top 40)                 | 12              |
| Нідерланди (Mega Single Top 100)          | 11              |
| Нова Зеландія (RIANZ)                     | 2               |
| Норвегія (VG-lista)                       | 17              |
| Шотландія (Official Charts Company)       | 18              |
| Швеція (Sverigetopplistan)                | 45              |
| Швейцарія (Media Control AG)              | 4               |
| Велика Британія (UK R&B Chart)            | 2               |
| Велика Британія (Official Charts Company) | 6               |
| США (Billboard Hot 100)                   | 1               |
| 16                                        |                 |
| США (Hot R&B/Hip-Hop Songs) (Billboard)   | 1               |
| США (Rap Songs) (Billboard)               | 4               |
| США (Mainstream Top 40) (Billboard)       | 5               |
| США (Rhythmic) (Billboard)                | 1               |
| US Top 40 Tracks (Billboard)              | 4               |

| Чарт (2002)                          | Позиція |
| ------------------------------------ | ------- |
| Australia (ARIA)                     | 60      |
| Australian Urban (ARIA)              | 20      |
| Canada (Nielsen SoundScan)           | 94      |
| Europe (Eurochart Hot 100)           | 97      |
| Netherlands (Dutch Top 40)           | 78      |
| Netherlands (Single Top 100)         | 82      |
| Switzerland (Schweizer Hitparade)    | 47      |
| UK Singles (OCC)                     | 64      |
| US Billboard Hot 100                 | 12      |
| US Hot R&B/Hip-Hop Songs (Billboard) | 7       |

| Чарт (2000–2009)                     | Позиція |
| ------------------------------------ | ------- |
| US Billboard Hot 100                 | 82      |
| US Hot R&B/Hip-Hop Songs (Billboard) | 33      |

## Сертифікації
| Регіон                                             | Сертифікація | Продажі |
| -------------------------------------------------- | ------------ | ------- |
| Австралія (ARIA)                                   | Золотий      | 35 000^ |
| Велика Британія (BPI)                              | Платиновий   | 602,000 |
| ^відвантаження, що базуються лише на сертифікаціях |              |         |